# Parque nacional Dipperu
Dipperu es un parque nacional científico en Queensland (Australia), ubicado a 754 km al noroeste de Brisbane.

## Datos
- Área: 111,00 km²
- Coordenadas: 21°56′17″S 148°42′55″E / -21.93806, 148.71528
- Fecha de Creación: 1969
- Administración: Servicio para la Vida Salvaje de Queensland
- Categoría IUCN: Ia

Véase también:
- Zonas protegidas de Queensland

- Datos: Q1227310
- Multimedia: Dipperu National Park / Q1227310